# Johann Soufi
Pour les articles homonymes, voir Soufi (homonymie).
Johann Soufi (né le 10 juillet 1982) est un avocat franco-algérien spécialisé en droit pénal international. Il a participé à divers procès devant des tribunaux internationaux et des organes des Nations unies, travaillant sur des affaires liées à des crimes de guerre, des crimes contre l'humanité et des violations des droits de l'homme,.

## Jeunesse et formation
Johann Soufi est né à Chartres, en France, d'une mère française, Marie-Claude Leborgne, et d'un père kabyle algérien, Cherif Soufi. Il a grandi en banlieue parisienne, dans le Val-d'Oise. Il possède la nationalité française et algérienne.
Soufi a terminé ses études de droit à l'université de Cergy-Pontoise (aujourd'hui CY Cergy Paris Université) et a obtenu un master de l'université Paris-Sud (aujourd'hui université Paris-Saclay). Il a également réussi l'examen du barreau et a fréquenté l'école du barreau de Versailles. Il prépare un doctorat à l'université Paris II Panthéon-Assas et à l'université Laval au Québec, au Canada.

## Carrière d’avocat
Soufi a d'abord travaillé comme avocat en droit pénal en France avant de se tourner vers le droit pénal international. Il a été admis à exercer devant plusieurs tribunaux internationaux, y compris la Cour pénale internationale.
En 2007, Soufi a rejoint l'équipe de défense représentant l'ancien responsable rwandais Callixte Kalimanzira au Tribunal pénal international pour le Rwanda (TPIR) à Arusha, en Tanzanie. Kalimanzira a été reconnu coupable de génocide en 2009.
Plus tard en 2009, Soufi a été recruté par la présidente du TPIR, Khalida Rashid Khan, pour fournir des conseils juridiques et aider à la rédaction du jugement du gouvernement intérimaire rwandais pendant le génocide.
En 2011, Soufi a été recruté par le Tribunal spécial pour la Sierra Leone en tant que coordinateur de la rédaction du jugement contre l'ancien président libérien Charles Taylor,.
En 2012, Soufi a travaillé en tant que coordinateur pour l'équipe des Nations Unies chargée des enquêtes sur les crimes graves au Timor-Leste, supervisant les dernières étapes des enquêtes sur les crimes contre l'humanité commis pendant le processus d'indépendance du Timor oriental,.
De 2012 à 2018, Soufi a été chef de la section des avis juridiques du Bureau de la défense du Tribunal spécial pour le Liban. Il a travaillé au procès par contumace des personnes accusées de l'assassinat de l'ancien Premier ministre libanais Rafic Hariri,.
En 2018, le secrétaire général des Nations unies, António Guterres, a nommé Soufi conseiller juridique de la Commission internationale d'enquête pour le Mali. La commission a enquêté sur les crimes internationaux et les violations des droits de l'homme commis entre 2012 et 2018, et a présenté son rapport final en juin 2020,,.
De 2020 à 2022, Soufi a été chef du bureau juridique de l'Office de secours et de travaux des Nations unies pour les réfugiés de Palestine (UNRWA) à Gaza,.
En mars 2023, Soufi a rejoint Global Rights Compliance en tant que procureur international principal. Il a aidé le gouvernement ukrainien à mettre en place des cadres juridiques pour poursuivre les atrocités commises pendant la guerre russo-ukrainienne et a formé des enquêteurs et des procureurs ukrainiens,,.
Depuis septembre 2024, Soufi dirige le projet de l'OHCHR des Nations unies sur la responsabilité du Sri Lanka (OSLAP), créé en vertu de la résolution 46/1 du Conseil des droits de l'homme des Nations unies.

## Activités publiques
En 2018, Soufi a cofondé l'Institute for Legal and Advocacy Training (IILAT), basé à La Haye, dont il est le directeur stratégique. L'IILAT propose des formations en matière de plaidoyer et un soutien au renforcement des capacités aux praticiens du droit et des droits de l'homme,,.
Il est également cofondateur et membre du Conseil scientifique de l'Association des juristes pour le respect du droit international (JURDI), une entreprise juridique promouvant le respect du droit international et des droits de l'homme, en particulier en ce qui concerne le conflit israélo-palestinien,.
Soufi était un ardent défenseur des questions humanitaires et de responsabilité, en particulier concernant Gaza et le conflit israélo-palestinien. À la suite de l’offensive du Hamas en octobre 2023 et de la contre-attaque israélienne, il est fréquemment apparu dans les médias internationaux, notamment dans « Le Monde »,,, pour fournir une analyse juridique sur les crimes de guerre et les violations du droit international,,,,,,,,,.
En février 2024, il a co-représenté 21 victimes palestiniennes dans une contribution à l'Union européenne, demandant des sanctions contre les responsables israéliens, y compris le Premier ministre Benjamin Netanyahu,,.